# Angelina Acuña
María Angelina Acuña Sagastume de Castañeda conocida como Angelina Acuña (Jutiapa, 31 de enero de 1905 - Guatemala, 14 de junio de 2006) fue una representante de la prosa y poesía guatemalteca. Fue una de las principales forjadoras de las poesías hispanoamericanas de la primera era del siglo XX y una de las féminas ilustres de su época. Falleció a sus 102 años de edad en su residencia a un costado del Templo Parroquial de Jutiapa, Guatemala.

## Biografía
Hija de Francisco Acuña y Adela Sagastume de Acuña. Emigró a la ciudad Capital de Guatemala donde estudió para maestra de Educación Primaria y Bachiller en Ciencias y Letras en el Instituto Normal Central para Señoritas Belén.
Después de graduarse, trabajó en la docencia en el Instituto Belén, en el Instituto América para varones, y en el Instituto Nacional Centroamérica —INCA—. Fue excelente en el manejo del verso clásico, pero destacó más que todo en el soneto, por lo que se constituyó como una digna sucesora de Gabriela Mistral y Sor Juana Inés de la Cruz. También fue miembro de la Academia Guatemalteca de la Lengua.

## Reconocimientos
- El 1 de mayo de 1960 recibió el título de «Mujer de las Américas» por la UMA (Unión de Mujeres de América)en NY, Estados Unidos.
- El 10 de mayo de 1960 la reconocieron con la Orden del Quetzal durante el gobierno del Presidente Miguel Ydígoras Fuentes por sus relevantes dotes y ejecutorias en el campo de las letras.
- En 1974 recibió la Orden Francisco Marroquín por su labor docente.[1]
- Recibió la distinción de Emeritissimum por la Facultad de Humanidades de la Universidad de San Carlos de Guatemala.
- Fue declarada hija ilustre de Jutiapa.[1]

Fueron muchos los diplomas, medallas y condecoraciones que se le otorgaron a Angelina Acuña por sus largos y productivos años.

## Poesía
- «Para que duerma un indito» (1952)
- «Fiesta de Luciérnagas» (1953)
- «Madre Américas [poemas, selección mínima]» (1960)
- «El llamado de la cumbre [prosas]» (1960)
- «Canto de amor en latitud marina» (1968)
- «Elogio del soneto» (1999)